# JR貨物UH10A形コンテナ
UH10A形コンテナ（UH10Aがたコンテナ）は、日本貨物鉄道（JR貨物）輸送用として籍を編入している12ft私有コンテナ（ホッパコンテナ）である。1991年度より製造された。
形式の数字部位 「 10 」は、コンテナの容積を元に決定される。このコンテナ容積10 m3の算出は、厳密には端数四捨五入計算の為に、内容積9.5 m3 - 10.4 m3の間に属するコンテナが対象となる。
また形式末尾のアルファベット一桁部位「A」は、コンテナの使用用途（主たる目的）が「普通品の輸送」を表す記号として付与されている。

## 番台毎の概要

### 0番台
1〜24
日本石油輸送所有。センコー(センコー岡山)借受。旭化成ケミカルズのポリエチレン専用コンテナ。